# アンソロジー (オビチュアリーのアルバム)
『アンソロジー』（Anthology）は、アメリカのデスメタル・バンド、オビチュアリーが2001年に発表したベスト・アルバム。1989年の『スロウリー・ウィ・ロット』から1997年の『バック・フロム・ザ・デッド』まで、バンド初期のキャリアの間に録音された曲が収録されている。このコンピレーションには、バンドが分裂する前の1998年に録音された、これまでにリリースされていない2曲も含まれている。

## 収録曲
1. ファインド・ジ・アライズ (デモ) - "Find the Arise" (Demo version) - 2:39
2. ティル・デス - "'Til Death" - 3:56
3. インターナル・ブリーディング - "Internal Bleeding" - 3:02
4. イントクシケイテッド - "Intoxicated" - 4:40
5. スロウリー・ウィ・ロット - "Slowly We Rot" - 3:38
6. コーズ・オヴ・デス - "Cause of Death" - 6:31
7. ダイイング - "Dying" - 4:31
8. チョップト・イン・ハーフ - "Chopped in Half" - 3:44
9. ターンド・インサイド・アウト - "Turned Inside Out" - 5:10
10. バック・トゥ・ワン - "Back to One" - 3:42
11. ジ・エンド・コンプリート - "The End Complete" - 4:04
12. アイム・イン・ペイン - "I'm in Pain" - 4:04
13. キル・フォー・ミー - "Kill for Me" - 2:56
14. ファイナル・ソーツ - "Final Thoughts" - 4:10
15. ドント・ケア - "Don't Care" - 3:12
16. スレトニング・スカイズ - "Threatening Skies" - 2:19
17. バイ・ザ・ライト - "By the Light" - 2:56
18. バック・フロム・ザ・デッド - "Back from the Dead" - 4:58
19. ベリード・アライヴ - "Buried Alive" (ヴェノムのカバー) - 3:33
20. ボイリング・ポイント (212 スポラディック・ミックス) - "Boiling Point (212° Sporadic Mix)" - 3:42

## パーソネル
- ジョン・ターディ (John Tardy) – ボーカル (全曲)
- アレン・ウェスト (Allen West) – リード・ギター (2-5、10-20)
- JP・シャルティエ (JP Chartier) – リード・ギター (1)
- ジェームズ・マーフィ (James Murphy) – リード・ギター (6-9)
- トレヴァー・ペレス (Trevor Peres) – リズム・ギター (全曲)
- ダニエル・タッカー (Daniel Tucker) – ベース (1-5)
- フランク・ワトキンス (Frank Watkins) – ベース (6-20)
- ドナルド・ターディ (Donald Tardy) – ドラム (全曲)